# Zygopetalum brachypetalum
Zygopetalum brachypetalum är en orkidéart som beskrevs av John Lindley. Zygopetalum brachypetalum ingår i släktet Zygopetalum och familjen orkidéer. Inga underarter finns listade i Catalogue of Life.